# Tofieldia coccinea
Tofieldia coccinea är en kärrliljeväxtart som beskrevs av John Richardson. Tofieldia coccinea ingår i släktet kärrliljor, och familjen kärrliljeväxter.

## Underarter
Arten delas in i följande underarter:
- T. c. coccinea
- T. c. sphaerocephala

## Bildgalleri

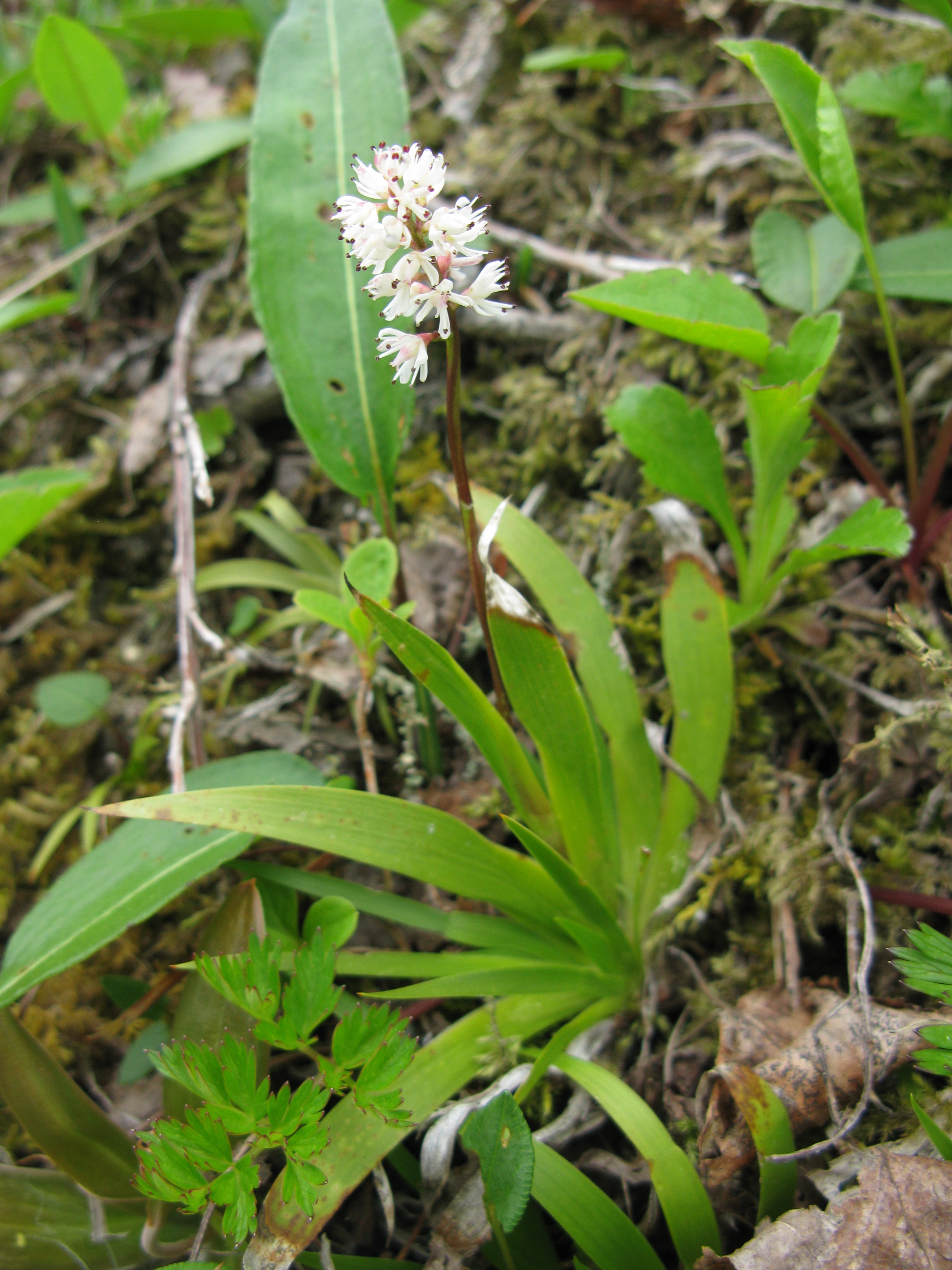
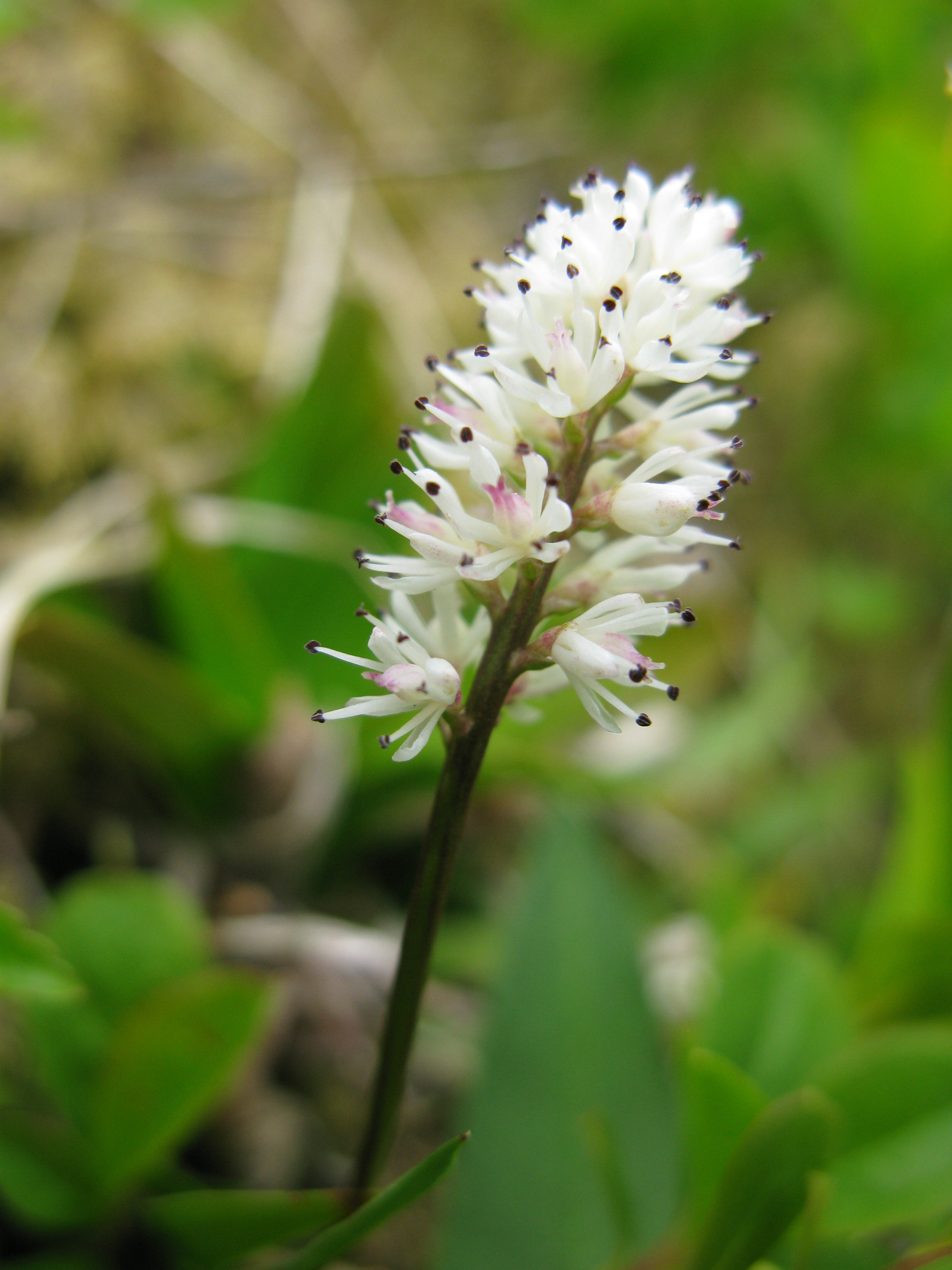
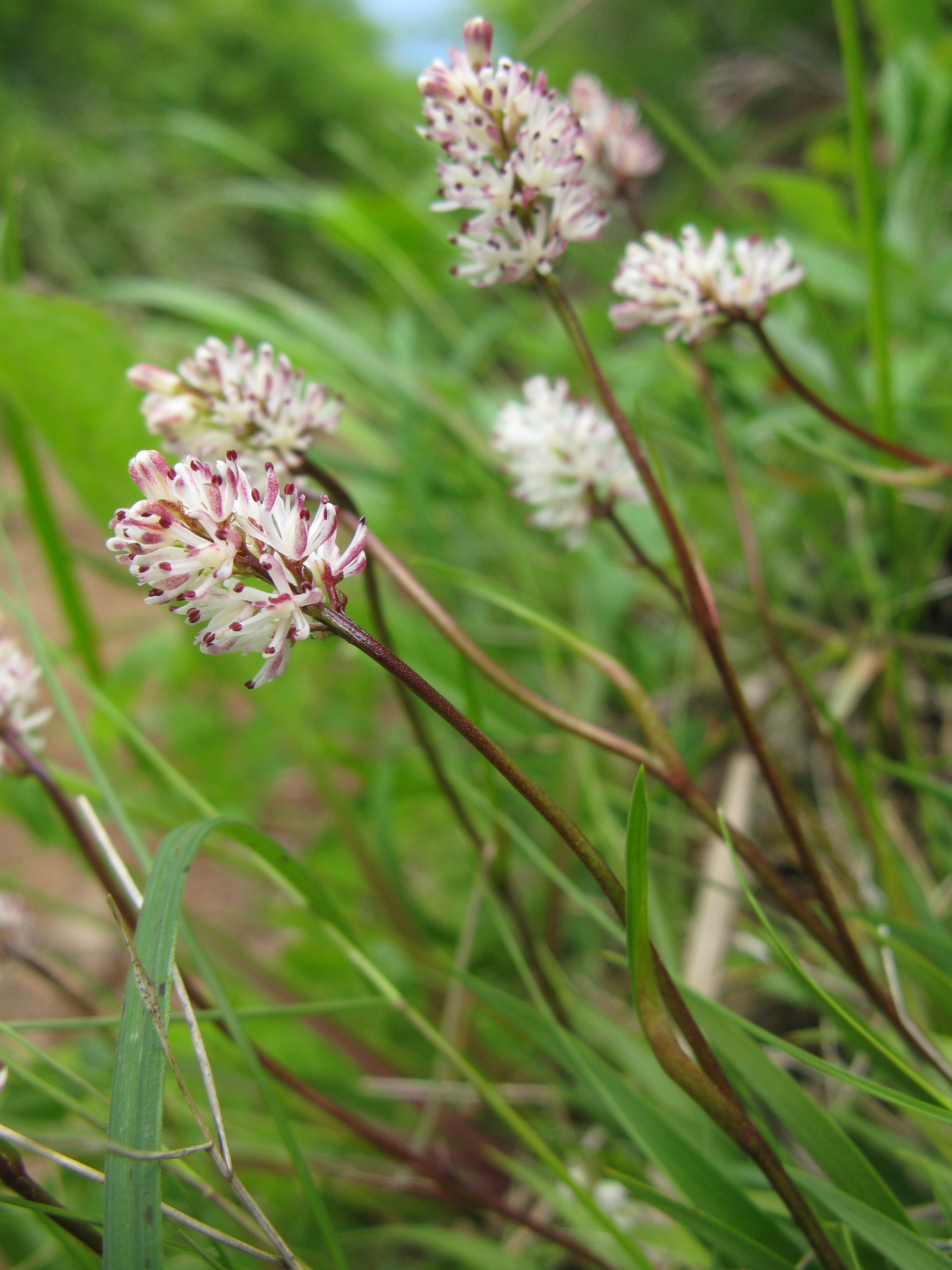
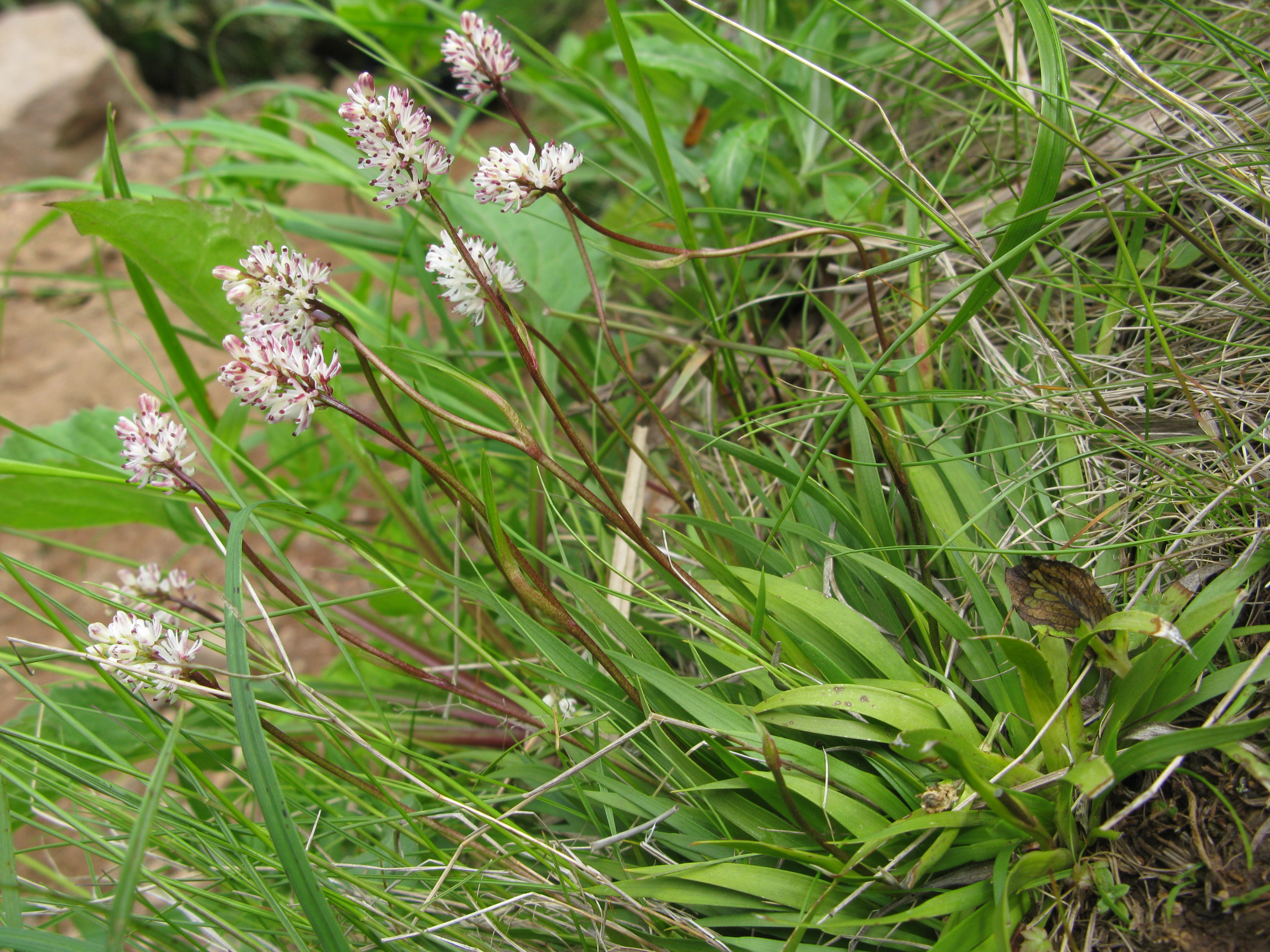
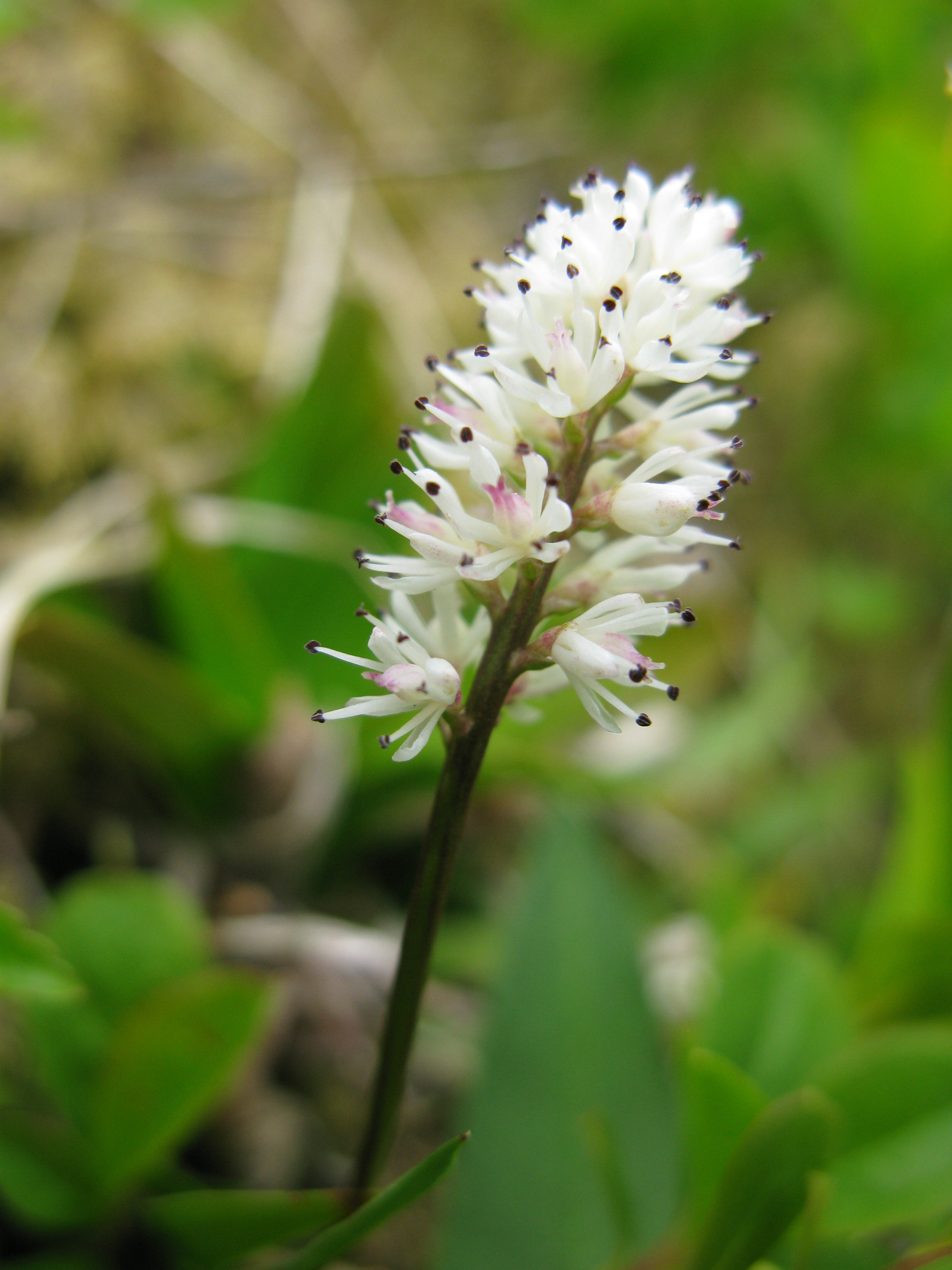